# Bryan Donkin
Bryan Donkin né le 22 mars 1768 à Sandoe en Angleterre
et mort le 27 février 1855 est un ingénieur et industriel britannique qui a révolutionné la Presse écrite par l'introduction des premières rotatives. De ses six fils, trois (John, Bryan et Thomas) sont aussi devenus ingénieurs.

## Ses débuts
Donkin commença à travailler dans le même domaine que son père, qui se chargeait des cadastres et de la vente de terrains, et fut au service de duc de Dorset, pendant un an ou deux.

## Carrière
Durant sa période de travail pour le Duc de Dorset, Bryan Donkin demanda à une connaissance de son père, John Smeaton, comment devenir ingénieur. Suivant l'avis de ce dernier, il se fit, en 1792, apprenti de John Hall qui avait fondé la Dartford Iron Works en 1785 dans la ville de Dartford, situé dans le comté du Kent. Peu de temps après avoir terminé son apprentissage, il décida de se lancer dans les affaires à Dartford, avec l'appui de John Hall, afin de produire des moules pour la fabrication du papier, qui à l'époque était fabriqué à la main. Puis, en 1798 il se maria avec Mary Brames, fille de Peter Brames, un propriétaire terrien et maraîcher des environs, reconnu comme fidèle du courant méthodiste.
C'est ainsi que Donkin devint le beau-frère de John Hall, qui avait épousé en 1791 la sœur ainée de Mary.

### La Machine Fourdrinier
En 1801-02 Bryan Donkin se fit confier le développement d'un prototype de machine à papier, connu sous le nom de la machine Fourdrinier, qui posait plusieurs problèmes techniques. Il s'établit donc à Londres en 1802 et fonda la compagnie connue sous le nom de la Bryan Donkin Company, qui est 200 ans plus tard, encore en affaire dans de nombreux pays.
En 1804, il réussit à produire une machine fonctionnelle et l'année suivante, il en fit une version améliorée. On comptait, en 1810, 18 machines dans différents moulins. Même s'il n'en était pas l'inventeur, Bryan Donkin est reconnu comme celui l'ayant améliorée et rendue concrètement utilisable. Sa compagnie continua de produire les énormes machines et en 1851 en avait vendu près de 200 autour du globe,.

### Une presse typographique
Bryan Donkin travailla aussi avec des presses typographiques. En collaboration avec l'imprimeur Richard Mackenzie Bacon de la ville de Norwich, il obtint, en 1813, la lettre patente d'une machine à « impression polygonale. » Celle-ci utilisait des caractères d'imprimerie placés sur un prisme rotatif. L'encre y était apposée par un cylindre dont la position était relative aux irrégularités du premier prisme alors que le papier s'enroulait autour d'un second prisme.
Bien qu'une de ces machines ait été montée pour l'Université de Cambridge, elles se sont montrées trop compliquées et peu efficaces pour assurer un encrage de qualité. Elle fut cependant la première machine à introduire des rouleaux de matériaux composites, une avancée technologique comparativement aux rouleaux recouverts de cuir de Friedrich Koenig.

### Les boîtes de conserve
Bryan Donkin, désormais partenaire dans la compagnie de John Hall, s'est intéressé au problème de la conservation des aliments en conserve. À la suite de plusieurs tentatives et expérimentations, il acquiert, en 1812, la lettre patente de Pierre Durand pour la somme de 1000 Livre sterling. Celui-ci avait conclu une entente avec Philippe de Girard pour exploiter les idées de Nicolas Appert (sans le rémunérer en contrepartie). En association avec Hall et Gamble il ouvre une usine de boîtes de conserves à Bermondsey. Elle fut la première usine à produire des boîtes de conserve en fer blanc. Donkin proposa à l'amirauté britannique de faire l'essai de son produit. En 1814 la première commande d'importance notable fut faite à la compagnie de Donkin, Hall et Gamble afin de fournir de la viande en conserve aux marins et aux soldats anglais. Cette même entreprise fusionna plus tard avec la compagnie Crosse & Blackwell.

### Un ancêtre de l'ordinateur
Tout au long des années 1820-1830, Charles Babbage eut recours à Donkin pour trancher ses désaccord avec l’ingénieur en charge de la fabrication de son calculateur mécanique, Joseph Clement. Ce dernier entendait en effet breveter pour son compte les pièces détachées entrant dans la fabrication de la machine à différences de Babbage.
Bryan Donkin se retira des affaires en 1846 à l'âge de 78 ans, confiant ses usines à ses fils John, Bryan et Thomas.
En 1857, le gouvernement britannique accorda une subvention de 1 200 £ pour la construction d'une machine à différences à pleine échelle, à condition que celle-ci soit équipée d'une imprimante du type de celle inventée par Per Georg Scheutz et son fils Edvard. L'entreprise de Donkin, en raison de ses succès dans les machines à imprimer les billets de banque et les timbres-poste, était chargée de réaliser ce périphérique ; mais les coûts de fabrication explosaient et Donkin ne put livrer la machine qu'au mois de juillet 1859, dépassant de plusieurs semaine le délai imparti, avec des pénalités pour retard de 615 £.
Malgré les défauts de l'imprimante, la Royal Society et l’Astronomer Royal, George Airy, manifestèrent leur satisfaction lors des essais le 30 août 1859 ; mais Donkin avait perdu trop d'argent dans l'affaire. Il attribuait cet échec à la complexité imprévue de la machine, Edvard Scheutz lui ayant donné finalement fort peu d'informations. De plus, il avait fallu réaliser plusieurs machines-outils pour fabriquer des pièces qui étaient adaptées par essais et erreurs, au grè de l'avancement du projet.

## L'ingénieur des travaux publics

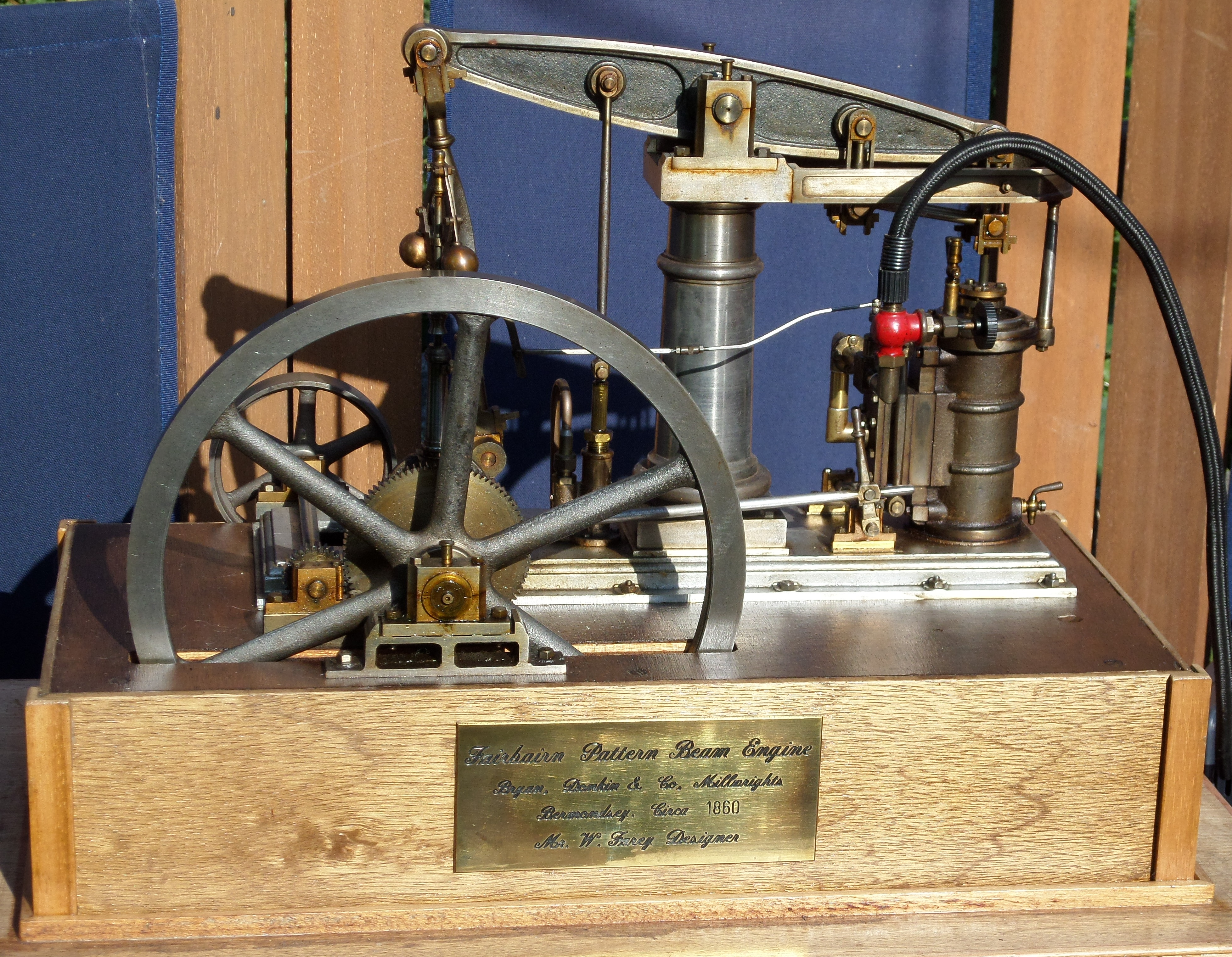
Maquette d'un moteur à balancier type Fairbairn (vers 1860) du type de ceux que fabriquait Bryan Donkin & Co.

Au milieu des années 1820, Donkin, qui avait négocié avec Marc Brunel la fourniture de moteurs pour les docks de Chatham, obtint la direction de la Société du Tunnel sous la Tamise. Jusqu'en 1827, sa société fournit les pompes d'exhaure du tunnel et employait aussi les ouvriers chargés de régler les cintres de voûte du tunnel ; il fut même question qu'il prenne le poste d'ingénieur en chef à la place de Brunel.
Les ateliers de Donkin fournissaient en machines à vapeur tous les grands chantiers d'alors : dragues à godets pour le Canal calédonien (1816), canal de la Landwehr en Prusse (1817), Canal Göta (Suède, 1821), et le canal Calder and Hebble (1824). Il équipa également les écluses du Canal calédonien de génératrices à vapeur.
Sa réputation l'amenait à formuler des avis sur d'autres projets : ainsi, il approuva le grand pont suspendu de Thomas Telford pour Runcorn (1814), et avec Henry Maudslay, rendit un rapport favorable sur le pont en fonte de Springfield de Ralph Dodd, à Chelmsford. Thomas Telford employa Donkin pour le recensement des cours d'eau du bassin de Londres en vue du réseau d'eau potable : leur rapport fut achevé peu avant la mort de Telford.

## Liens avec des organisations prestigieuses
En 1805, avec John Hall entre autres, il forma la Society of Master Millwrights et fut son trésorier.
Il fut membre de la Société Royale des Arts et devint vice-président puis président du Comité de la Mécanique.
Il fut un des instigateurs et vice-président de l'Institution of Civil Engineers qui fut fondé par un de ses protégés, Henry Robinson Palmer. Il aida aussi l'Institution à obtenir sa charte royale en 1828 par l'avance d'une somme de 100 Guinée.
Il fut élu membre de la Smeatonian Society of Civil Engineers en 1835 et la présida en 1843
Il est un des membres fondateurs de la Royal Astronomical Society.